# Каппелла-Кантоне
Каппелла-Кантоне (італ. Cappella Cantone) — муніципалітет в Італії, у регіоні Ломбардія,  провінція Кремона.
Каппелла-Кантоне розташована на відстані близько 430 км на північний захід від Рима, 60 км на південний схід від Мілана, 21 км на північний захід від Кремони.
Населення — 566 осіб (2014).

## Демографія
Населення за роками:

Станом на 1 січня 2023 року в муніципалітеті офіційно проживало 40 іноземців з 10 країн, серед них 10 громадян країн Євросоюзу та 4 громадяни України.

## Сусідні муніципалітети
- Аннікко
- Кастеллеоне
- Грумелло-Кремонезе-ед-Уніті
- Піццигеттоне
- Сан-Бассано
- Сорезіна